# Marian Rembowski
Marian Rembowski (ur. 9 czerwca 1878 w Nowej Wsi, zm. 20 kwietnia 1961) – polski działacz państwowy, wojewoda łódzki i białostocki.

## Życiorys
Urodził się w powiecie sieradzkim jako trzeci syn Klemensa i Teodory z Wierzchlejskich pochodzącej z Karsznic. Nowa Wieś była gniazdem rodowym Rembowskich h. Ślepowron. Jego ojciec, powstaniec 1863 r., był porucznikiem w brygadzie jazdy gen. Edmunda Taczanowskiego, a pod koniec XIX wieku wieloletnim prezesem Towarzystwa Kredytowego Ziemskiego.
Marian, po ukończeniu szkoły średniej w Łodzi, wstąpił na Wydział Budowy Maszyn Politechniki Lwowskiej, gdzie w 1903 r. uzyskał stopień inżyniera. Ożenił się 18 czerwca 1904 r. z Jadwigą Kopystyńską, z którą miał syna Mariana Stanisława. Pracę podjął w Zakładach Mechanicznych "Borman i Szwede", a po kilku latach w fabryce maszyn i odlewów "Orthwein, Karasiński i S-ka".
Po wybuchu I wojny światowej został ewakuowany wraz z fabryką do guberni jekatierynosławskiej. Wrócił do Warszawy w 1918 r. W końcu tego roku został mianowany komisarzem rządowym w Sieradzu, a w marcu 1919 r. w Kaliszu, gdzie wkrótce został starostą powiatu kaliskiego. 23 lutego 1923 r. objął stanowisko wojewody łódzkiego, a na życzenie Marszałka Józefa Piłsudskiego 12 sierpnia 1924 roku został wojewodą białostockim.
2 maja 1923 został odznaczony Krzyżem Oficerskim Orderu Odrodzenia Polski „za zasługi, położone dla Rzeczypospolitej Polskiej na polu administracji państwowej”.
Brak poparcia dla przewrotu majowego w 1926 roku spowodował odwołanie go z tego stanowiska 24 listopada 1927 r. Rembowski powrócił do pracy w przemyśle. W czasie okupacji niemieckiej zajmował się działalnością społeczną i pracą w agendach Rady Głównej Opiekuńczej. Po upadku powstania warszawskiego, przez obóz w Pruszkowie, trafił do Krakowa. W Krakowie osiągnął wiek emerytalny. Zmarł 20 kwietnia 1961 r. Został pochowany na Cmentarzu Rakowickim (cmentarzu wojskowym przy ul. Prandoty) (kw. LXXXIX-2-5).

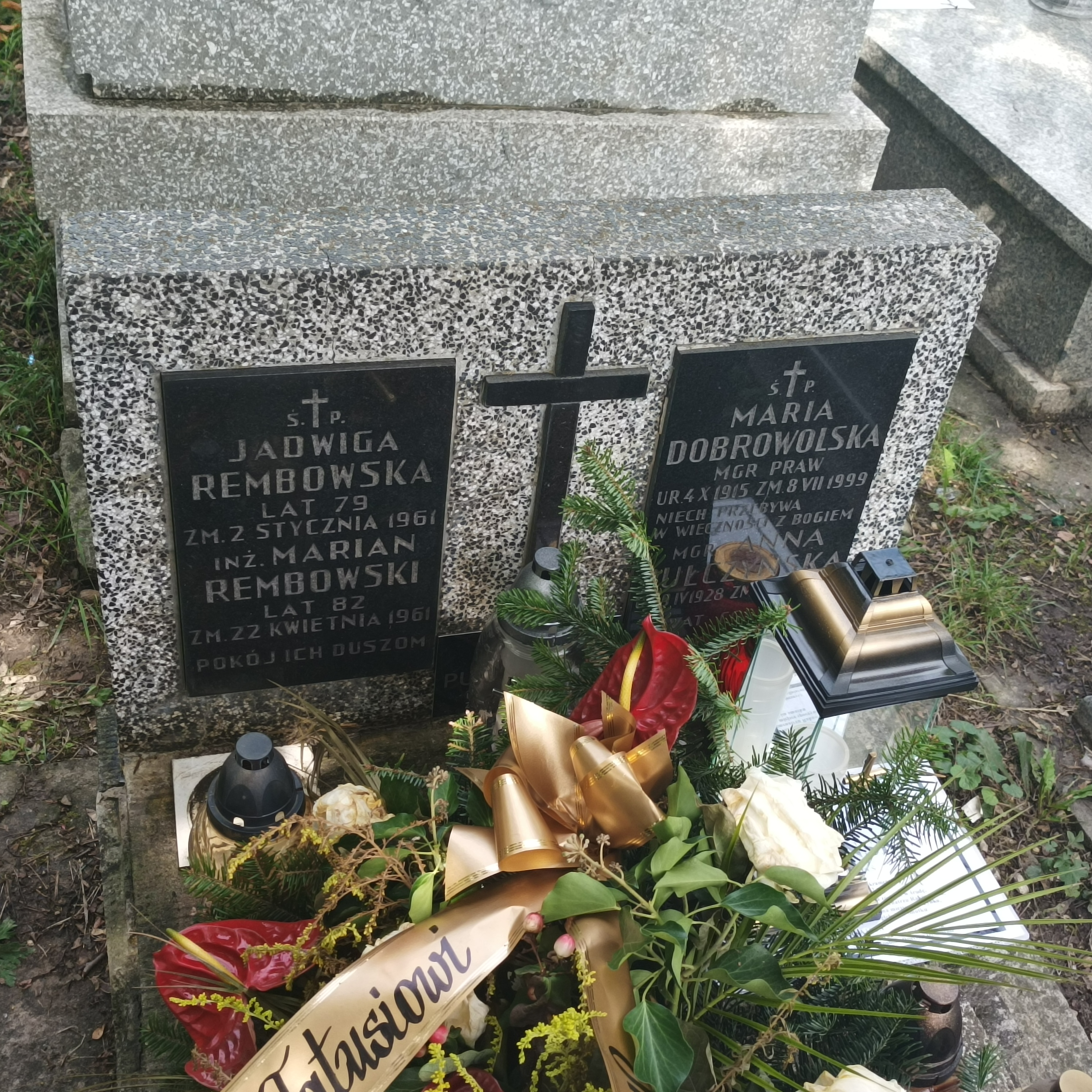
Grób Mariana Rembowskiego na cmentarzu wojskowym przy ul. Prandoty w Krakowie

## Literatura
- „Kto był kim w II Rzeczypospolitej”, pod red. prof. Jacka. M. Majchrowskiego, Warszawa 1994, wyd I
- Grzejszczak Ł., Marian Rembowski, [w:] "Gazeta Wyborcza" z 1 VI 2001 r.